# 2-3-2W
2-3-2W (ros. 2-3-2В, numer seryjny 6998) – radziecka doświadczalna lokomotywa parowa dla pociągów ekspresowych, z otuliną aerodynamiczną, zaprojektowana i zbudowana w jednym egzemplarzu w 1938 roku w zakładach kolejowych w Woroszyłowgradzie (obecnie Ługańsku) pod kierownictwem inżyniera D.W. Lwowa.

## Projektowanie i budowa
Parowóz o numerze fabrycznym 6998 został skonstruowany w Woroszyłowgradzkim Zakładzie Budowy Parowozów jako doświadczalna maszyna mająca osiągać wysokie prędkości, do prowadzenia pociągów ekspresowych . Nie miał nadanego oznaczenia kolei, natomiast w literaturze określany jest jako 2-3-2W, od układu osi w notacji rosyjskiej (2-3-2, niemiecki 2'C2') i litery oznaczającej producenta, w odróżnieniu od drugiego powstałego nieco wcześniej parowozu 2-3-2K Zakładów Kołomieńskich. Projekt powstał pod kierownictwem inżyniera D. Lwowa. Prototyp zbudowano w kwietniu 1938 roku. W odróżnieniu od konkurenta, znaczna część elementów konstrukcyjnych, w tym rurki kotłowe i cylindry, była zapożyczona z parowozów serii FD i IS, co ułatwiało eksploatację i naprawy. Konstrukcję starano się zrobić jak najlżejszą, uzyskując m.in. 3,5 tony oszczędności na walczaku kotła wykonanym ze stali podwyższonej wytrzymałości. Również koła o średnicy 2,2 m miały lżejsze pełne tarcze z otworami. Rzucającym się w oczy elementem była otulina aerodynamiczna wokół kotła, w formie cygara, nadająca mu charakterystyczny wygląd . Dla zmniejszenia oporów zastosowano w podwoziu lokomotywy i tendra łożyska toczne.

## Eksploatacja
Parowóz został skierowany do eksploatacji w czerwcu 1938 roku w lokomotywowni Słowiańsk Kolei Południowo-Donieckiej i prowadził pociągi pospieszne i ekspresowe ze Słowiańska do Rostowa i Charkowa, o masie 600–850 ton. Na pochyłości 8‰ z pociągiem o masie 850 t rozwijał prędkość 70 km/h. Osiągnął wówczas przebieg około 6 tysięcy km. W lipcu 1938 roku parowóz został przeniesiony na Kolej Oktiabrską, prowadząc pociągi relacji Moskwa – Bołogoje. Rozwinął tam moc 3400 KM, ciągnąc pociąg o masie 900 ton . Ponieważ rozkład jazdy był dostosowany do wolniejszych parowozów SU, parowóz 2-3-2W nie pracował w optymalnym reżimie i okazał się o 15% mniej ekonomiczny. Parowóz nie został skierowany do produkcji, pozostając doświadczalny; nie został też przebadany tak dokładnie jak seria 2-3-2K . Tuż przed II wojną światową planowano rozpocząć ruch pociągów ekspresowych na Kolei Oktiabrskiej, lecz parowozy w tym celu zamierzano zamówić w Zakładach Kołomieńskich; mimo to nie doszło do tego z powodu wybuchu wojny .
Po II wojnie światowej wymieniono w nim kocioł. W kwietniu 1957 roku, ze specjalnym pociągiem, lokomotywa osiągnęła prędkość 175 km/h, co stanowiło ostatni rekord prędkości parowozu w ZSRR .